# Who’s Who in Animal Land
Who’s Who in Animal Land ist ein US-amerikanischer teilanimierter Kurzfilm von Lou Lilly aus dem Jahr 1944.

## Handlung
Im Film werden unter anderem Elefanten, Affen, Füchse, Bisons und Chinchillas gezeigt, die im Stil einer Wochenschau Witze erzählen oder Lieder singen. Eine Giraffe wird gefragt, wie das Wetter oben bei ihr sei und entgegnet, dass der Anfragende ja mal bei ihr oben vorbeischauen könne. Eine Kuh gibt am Ende das Lied Cow Cow Boogie zum besten. Die Handlung wird von Ken Carpenter als Erzähler begleitet.

## Produktion
Who’s Who in Animal Land erschien als Teil der populären Kurzfilmreihe Speaking of Animals. Dabei wurden Aufnahmen von Tieren per Rotoskopie mit separat gefilmten Mündern versehen und so zum „Sprechen“ gebracht. Der Film erschien am 27. Dezember 1944. Weitere Teile der Reihe, die von 1941 bis 1949 lief, waren zum Beispiel der oscarnominierte Kurzfilm Down on the Farm und der mit einem Oscar ausgezeichnete Film Speaking of Animals and Their Families.

## Synchronisation
| Rolle    | Stimme        |
| -------- | ------------- |
| Giraffe  | Sara Berner   |
| Elefant  | Pinto Colvig  |
| Löwe     | Harry Lang    |
| Fuchs    | Jack Mather   |
| Erzähler | Gayne Whitman |

## Auszeichnungen
Who’s Who in Animal Land wurde 1945 mit einem Oscar in der Kategorie „Bester Kurzfilm (eine Filmrolle)“ ausgezeichnet.